# Les Ramoneurs de menhirs
A Les Ramoneurs de menhirs egy 2006-ban alakult breton kelta punk együttes. Tagjai: Éric Gorce a basszus tubás, Richard Bévillon a dudás, a tradicionális vannetais énekes Gwenaël Kere és Loran, a Bérurier Noir együttes korábbi gitárosa. Koncerteket adnak a Fest noz, valamint egyéb rockkoncertek keretein belül. A legtöbb dalukat breton nyelven éneklik.

## Életrajz

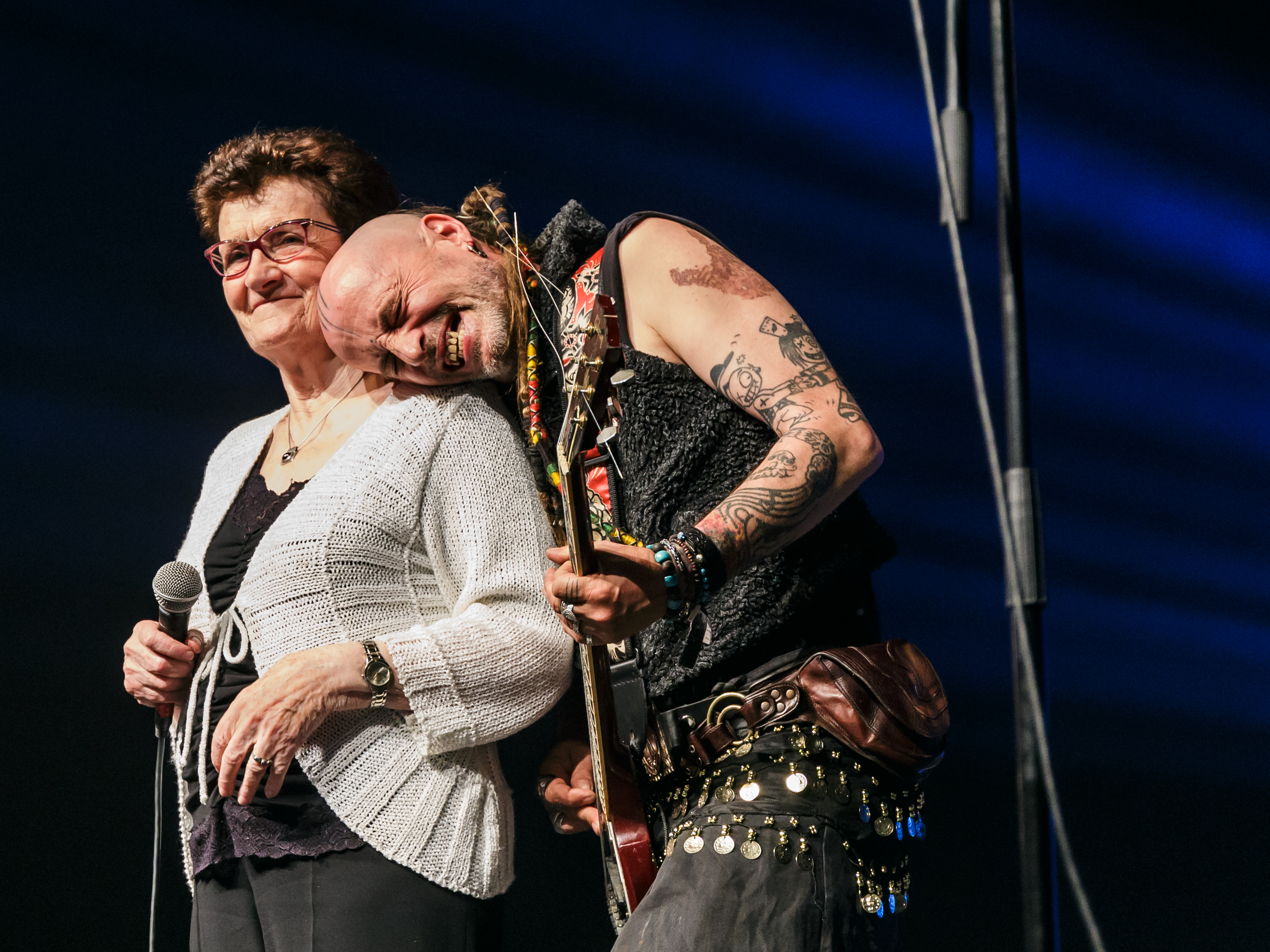
Louise Ebrel és Loran 2017-ben

Az együttes 2006-ban alakult, miután Bévillon és Gorce meghívta Louise Ebrelt, Maurice Jouanno-t és az ex-Bérurier Noir Lorant a hagyományos breton zenét tartalmazó Kerne Izel című albumukhoz, amely a Coop Breizh kiadónál jelent meg. 2006-ban jelent meg első albumuk, a Dañs an Diaoul (Az ördög tánca) Bérurier Noir egykori kiadójánál, a Folklore de la zone mondiale-nál. Az albumon vendégként szerepel Louise Ebrel énekesnő, Eugénie Goadec, a híres tradicionális breton zenész lánya.
A Les Ramoneurs de menhirs 2007-ben részt vett a Festival Interceltique de Lorient-on, a hivatalos programon kívül lépett fel. A BetiZFesten is felléptek. 2008 januárjától európai turnéra indultak (Skócia, Franciaország, Svájc). Skóciai turnéjuk során a Na Gathan mellett az Oi Polloi nevű skót kelta punk együttes előzenekaraként léptek fel. 2008 áprilisában az együttes megnyerte a "Legjobb zenei együttes" kategóriát a Kan Ar Bobl versenyen.
2010 áprilisában kiadtak egy második albumot, mielőtt Maurice Jouanno elhagyta a csapatot, helyére Gwenaël Kere énekes lépett. Július 7-én új albumot adtak ki Tan ar bobl (A nép tüze) címmel. Az együttes 2015. június 21-én fellépett a Hellfesten, 2017-ben pedig Bagad Kemperle-lel.

## Tagok

### Jelenlegi tagok
- Loran: gitár, háttérvokál, dob(2006 – napjainkig)
- Éric Gorce: basszus tuba, biniou kozh, háttérének (2006 – napjainkig)
- Richard Bévillon: biniou kozh, bombarde, háttérének (2006 – napjainkig)
- Gwenaël Kere: énekes (2014 – napjainkig)

### Vendégtagok
- Louise Ebrel: énekes (2006–2020)

### Korábbi tagok
- Maurice Jouanno "Momo": énekes (2006–2014)

Tagok
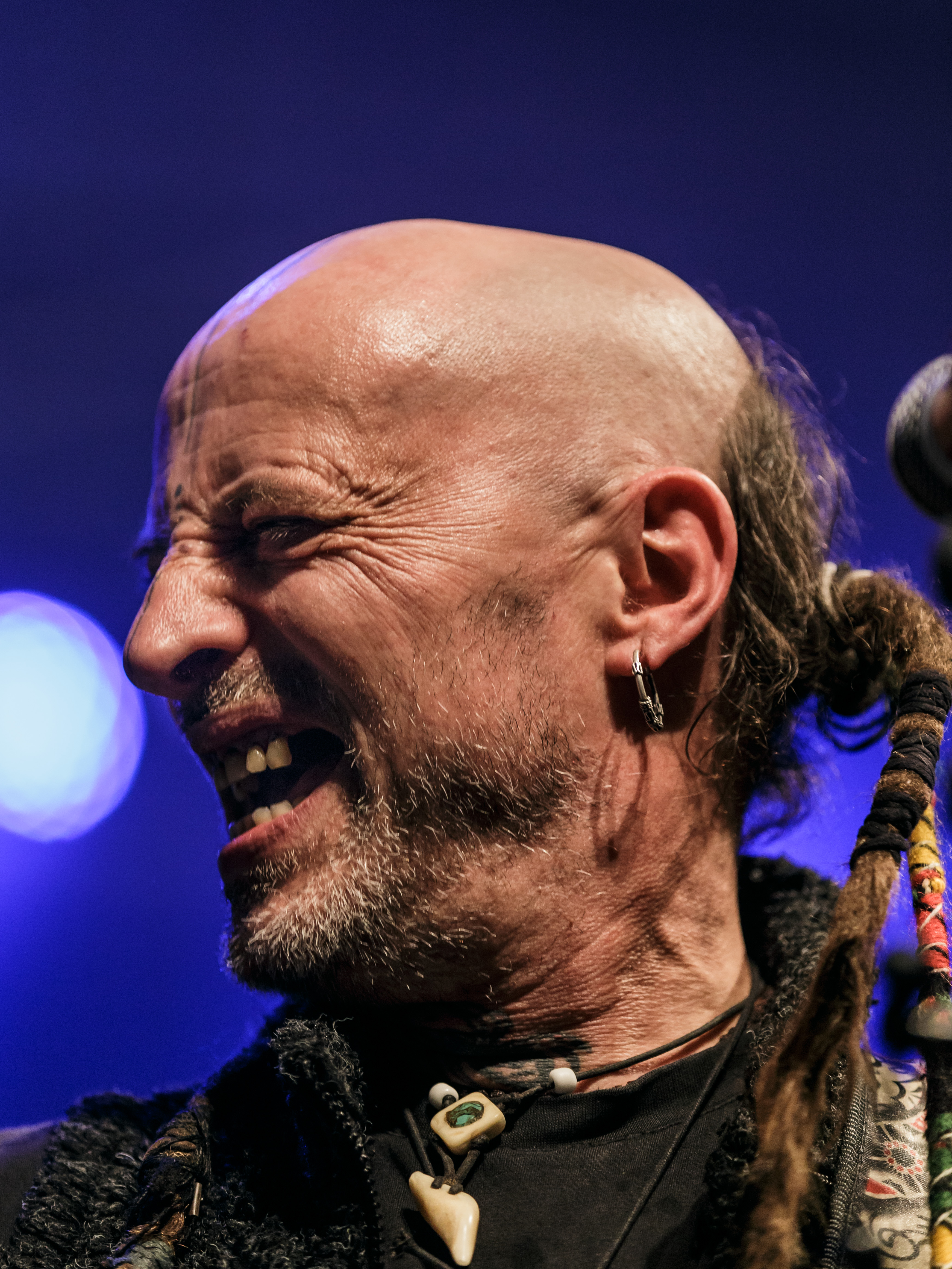
Loran
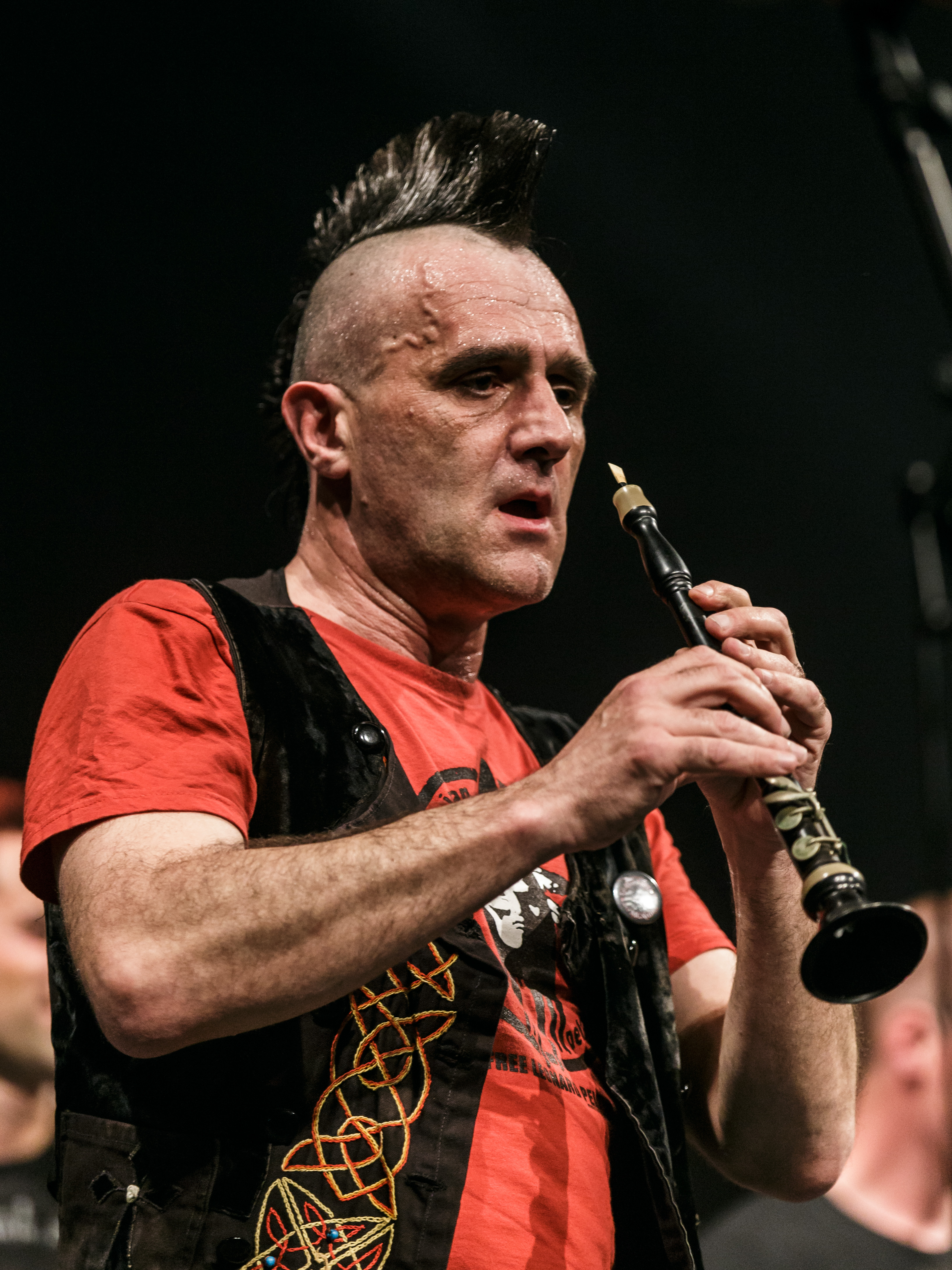
Éric Gorce
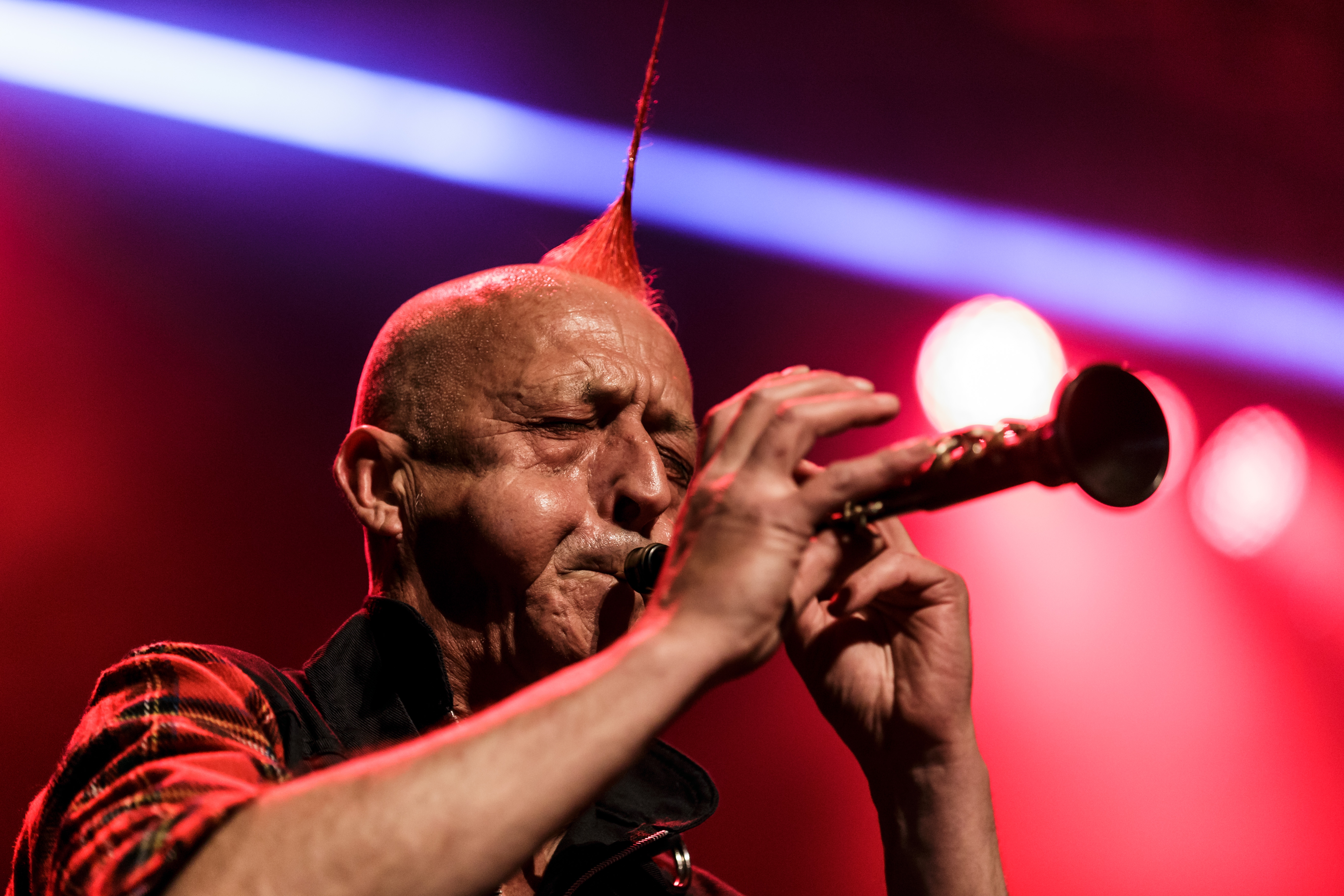
Richard Bévillon
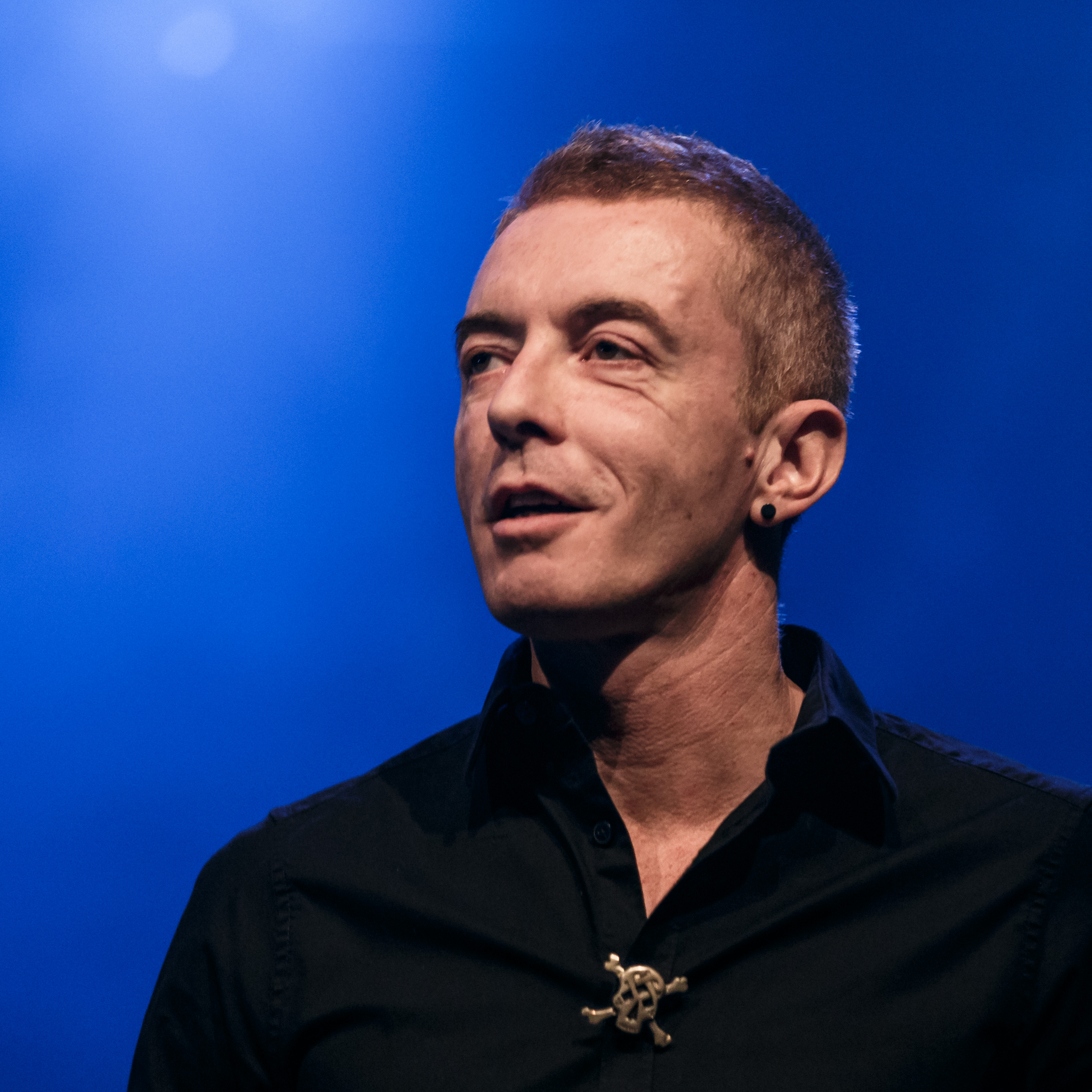
Gwenaël Kere
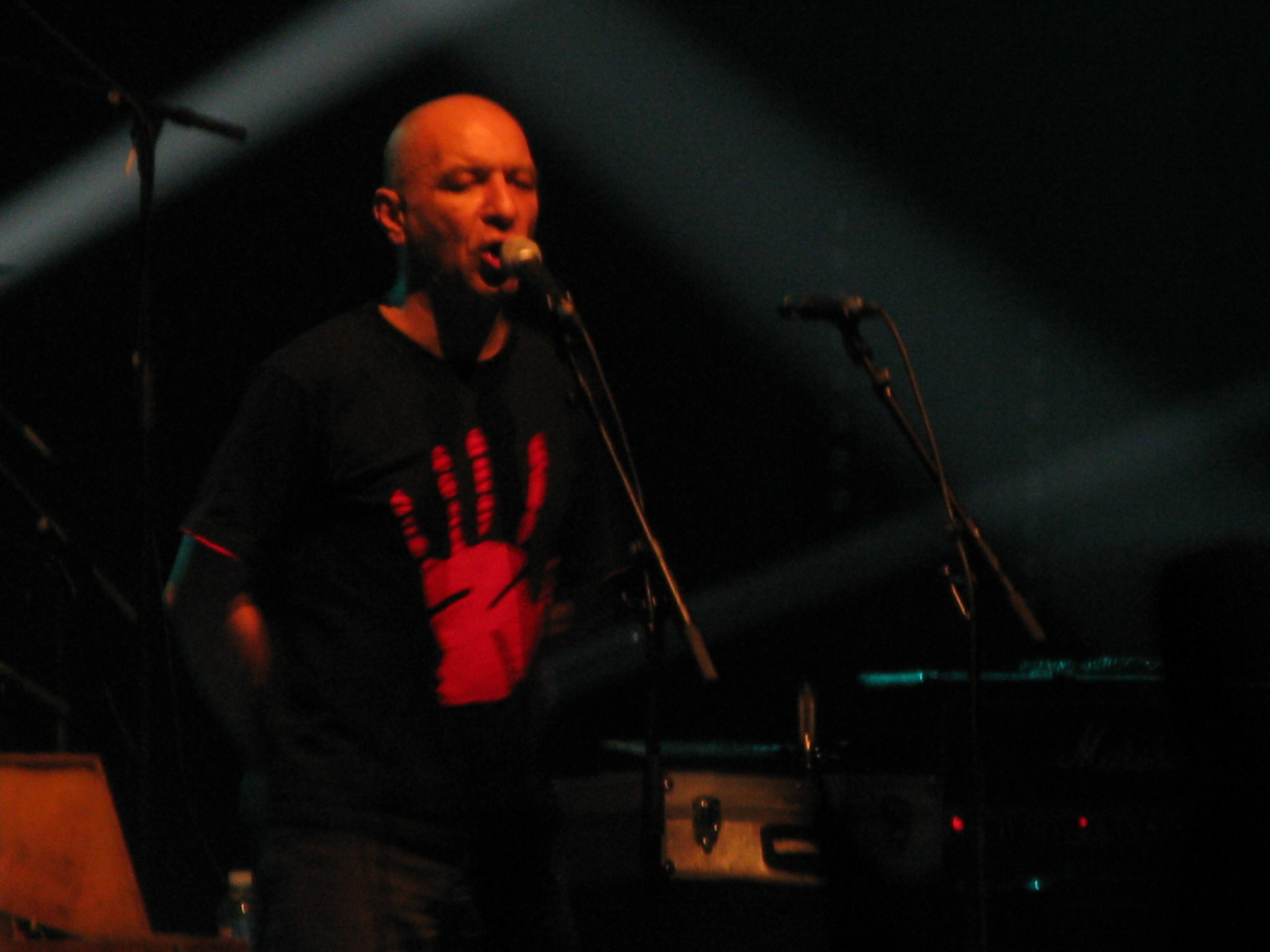
Maurice Jouanno

## Diszkográfia

### Nagylemez
- Four songs – compiled on the CD Concerto pour détraqués (Bérurier Noir with Éric Gorce on the bagpipes and Jean-Pierre Beauvais on the bombardon in the song "Vive le feu".

### CD-k
- 2006: Kerne Izel
- 2007: Dañs an Diaoul

1. K.A (3:34)
2. BellARB (5:24)
3. Dañs Gwadek 1 (Plinn) (4:03)
4. Yaw Ha Yaw Ha Yaw (An Dro) (3:34)
5. Nomades (2:47)
6. Edan Ur Blez (Laridé) (5:41)
7. Na Gast Na Matezh (Gavotte Pourlet) (3:31)
8. Captain Kirk (2:39)
9. Dañs Gwadek 2 (Plinn) (4:29)
10. Vive Le Feu (6:01)
11. 'Vel Un Tour-Tan (Gavotte d'honneur) (3:54)

- 2010: Amzer an dispac'h

1. Unnek Gwezh
2. Oy! Oy! Oy!
3. La Blanche Hermine
4. Menez Unan
5. Tamm Kreiz
6. Menez Daou
7. If the Kids ar United
8. Marijanig
9. Ya'at'eeh
10. Auschwitz planète
11. Breizhistañs

- 2014: Tan ar Bobl

1. Son Ar Gewier
2. Ni Veway
3. Ar We'enn-Avalow
4. Ibrahim
5. Exarhia
6. Pussy Riotal
7. Hir Ew Geniñ
8. Azawad Dieub
9. Viva La Revolution
10. Makhnovtchina
11. Ar Paotr Disoursi

### Bakelitek
- 2008: Dañs an Diaoul (bizonyos dalok megváltoztak a CD-ről)

A oldal:
1. Gavotte Bigouden
2. K.A.
3. Dans Gwadek 1
4. Gavotte d'honneur
5. Nomades

B oldal:
1. Yaw Ha Yaw Ha Yaw Ha
2. Edan ur blez
3. Dans Gwadek 2
4. Bal Plinn
5. Bell'ARB

## Fordítás
Ez a szócikk részben vagy egészben  a   Les Ramoneurs de menhirs című angol Wikipédia-szócikk ezen változatának fordításán alapul.  Az eredeti cikk szerkesztőit annak laptörténete sorolja fel. Ez a jelzés csupán a megfogalmazás eredetét és a szerzői jogokat jelzi, nem szolgál a cikkben szereplő információk forrásmegjelöléseként.